# Allocosa panousei
Allocosa panousei är en spindelart som först beskrevs av Guy 1966.  Allocosa panousei ingår i släktet Allocosa och familjen vargspindlar.
Artens utbredningsområde är Marocko. Inga underarter finns listade i Catalogue of Life.